# Achterbahn (2018)
Achterbahn ist ein österreichischer Fernsehfilm aus der Landkrimi-Filmreihe aus dem Jahr 2018 von Wolfgang Murnberger mit Tobias Moretti, Stefan Pohl und Christopher Schärf. Das Drehbuch stammt von dem österreichischen Autor und Schauspieler Rupert Henning. Die Erstausstrahlung im ORF erfolgte am 12. Dezember 2018. Auf 3sat wurde der Film am 26. Oktober 2024 erstmals gezeigt.

## Handlung
Major Vilser ist ein Polizist vom Landeskriminalamt, der der Wiener Unterwelt nahezustehen scheint, auf eine andere Art, als es für jemanden in seiner Position angemessen wäre. Er hat vergessen, dass sein zwölfjähriger Sohn Florian die Weihnachtsferien mit ihm verbringen wollte, um wieder endlich einmal so richtig viel Zeit zusammen zu verbringen. Erst bekommt er den jungen Vorarlberger Polizisten Matthias Tschofen zugeteilt, dann steht auch noch sein Sohn plötzlich vor der Tür.
Mit den beiden zieht Vilser seine Runden durch die Wiener Unterwelt. Seine Nähe zu dieser hatte ihm bisher nicht geschadet, weil er dem engeren Kreis um Polizeipräsident Elsbacher angehört. Allerdings versucht Oberstleutnant Gerlinde Zach von der Antikorruptionsbehörde den korrupten Männerbund auffliegen zu lassen.

## Produktion
Die Dreharbeiten fanden vom 15. November bis zum 15. Dezember 2016 statt, gedreht wurde in Wien. Drehorte waren unter anderem der Wurstelprater, der Gürtel und das Café Defizit im 17. Wiener Gemeindebezirk Hernals.
Produziert wurde der Film von der Superfilm, beteiligt war der Österreichische Rundfunk. Für das Szenenbild zeichnete Maria Gruber verantwortlich, für das Kostümbild Martina List, für den Ton Gregor Kienel und für das Maskenbild Kristin Barthold.

## Rezeption
Die Tageszeitung Die Presse bezeichnete die Dialoge als deftig und oft auch amüsant. Die Namensgebung sei „so was von Wienerisch: Da Zoarte hat mindestens 150 Kilo, die Schoko trägt ihren Spitznamen wegen der Hautfarbe, der Inschenör hat als Ganove offenbar den Beruf verfehlt.“ Der Film sei großartig besetzt, die Schauspieler hervorragend.
Marco Weise befand im Kurier, dass der Film kein Krimi sei, sondern eine unterhaltsame Milieustudie der Wiener Unterwelt. Die Figuren, deren Sprache und auch die Musik seien zutiefst wienerisch.